# Max Steenbeck
Max Christian Theodor Steenbeck (21 mars 1904 à Kiel– 15 décembre 1981 à Berlin-Est) est un physicien allemand des usines Siemens-Schuckert qui invente le bêtatron en 1934. Capturé et détenu en Union Soviétique après la Seconde guerre mondiale, il participe au projet de bombe atomique soviétique. En 1955, il est autorisé à retourner en Allemagne de l'Est pour achever sa carrière en physique des plasmas.

## Formation
Steenbeck étudie la physique et la chimie à l'université de Kiel de 1922 à 1927, et soutient une thèse sur les rayons X sous la direction de Walther Kossel.
Encore étudiant à Kiel, il formule le concept de cyclotron.

## Carrière

### Première années
De 1927 à 1945, Steenbeck est physicien aux usines Siemens-Schuckert de Berlin. En 1934, on le nomme directeur du laboratoire, et il dépose dans l'année le brevet du bêtatron ; puis en 1943, il devient directeur technique de l'usine des transformateurs, où il mène des recherches sur la physique des arcs électriques. Il y commande également un peloton du Volkssturm, cette milice organisée par les nazis en prévision d'une invasion prochaine de l'Allemagne.

### Déporté en Union soviétique
Dans les derniers jours de la Seconde guerre mondiale, il est fait prisonnier par les Russes, et incarcéré au camp de concentration de Posen. Il adresse une demande au NKVD où il informe les Soviétiques de ses recherches scientifiques. Vers la fin de l'année 1945, il est évacué à la datcha Opalitcha en convalescence, puis affecté à l'Institut A de Sinope, dans l'équipe de Manfred von Ardenne,dans la banlieue de Soukhoumi. Il est responsable des recherches sur la séparation isotopique par centrifugation et la séparation électromagnétique pour l'enrichissement de l'uranium, cette dernière mission revêtant un caractère prioritaire. Steenbeck et son équipe réalisent un travail pionnier dans le développement de centrifugeuses à régime supercritique. À son apogée, l'équipe compte entre 60 et 100 chercheurs et techniciens. Steenbeck reste détenu en Union soviétique jusqu'en 1956, avant d'être autorisé à regagner la RDA,.
Le responsable des essais de Steenbeck en séparation par centrifugation est l'Autrichien Gernot Zippe, prisonnier de guerre tiré du camp de Krasnogorsk à l'été 1946.
Steenbeck et Zippe, quoiqu'autorisés à quitter la Russie, restent tenus au secret en URSS pendant tout le second semestre de 1952 mais pouvaient se consacrer à des recherches civiles. Ils partent d'abord à Leningrad, puis sont recrutés par l'Institut des Semi-conducteurs de l'Académie des Sciences à Kiev.
Zippe rentre en Allemagne en 1956. L'année suivante, il réalise lors d'une conférence sur la séparation isotopique par centrifugation à quel point l'équipe de Steenbeck est en avance : il décide donc de breveter le décanteur centrifuge short-bowl, dite centrifugeuse Zippe. L'Université de Virginie l'invite à faire la démonstration expérimentale de ce procédé, et le 1er août 1960, les autorités américaines, conscientes de l'importance de ce progrès, font classer « secret défense » toutes les recherches allemandes sur la centrifugation. Les recherches de Steenbeck et Zippe ouvrent la voie aux techniques européennes et japonaises d'enrichissement de l'uranium, et plus tard, à celles du Pakistan et de l'Irak,,.

### Retour en Allemagne de l'Est

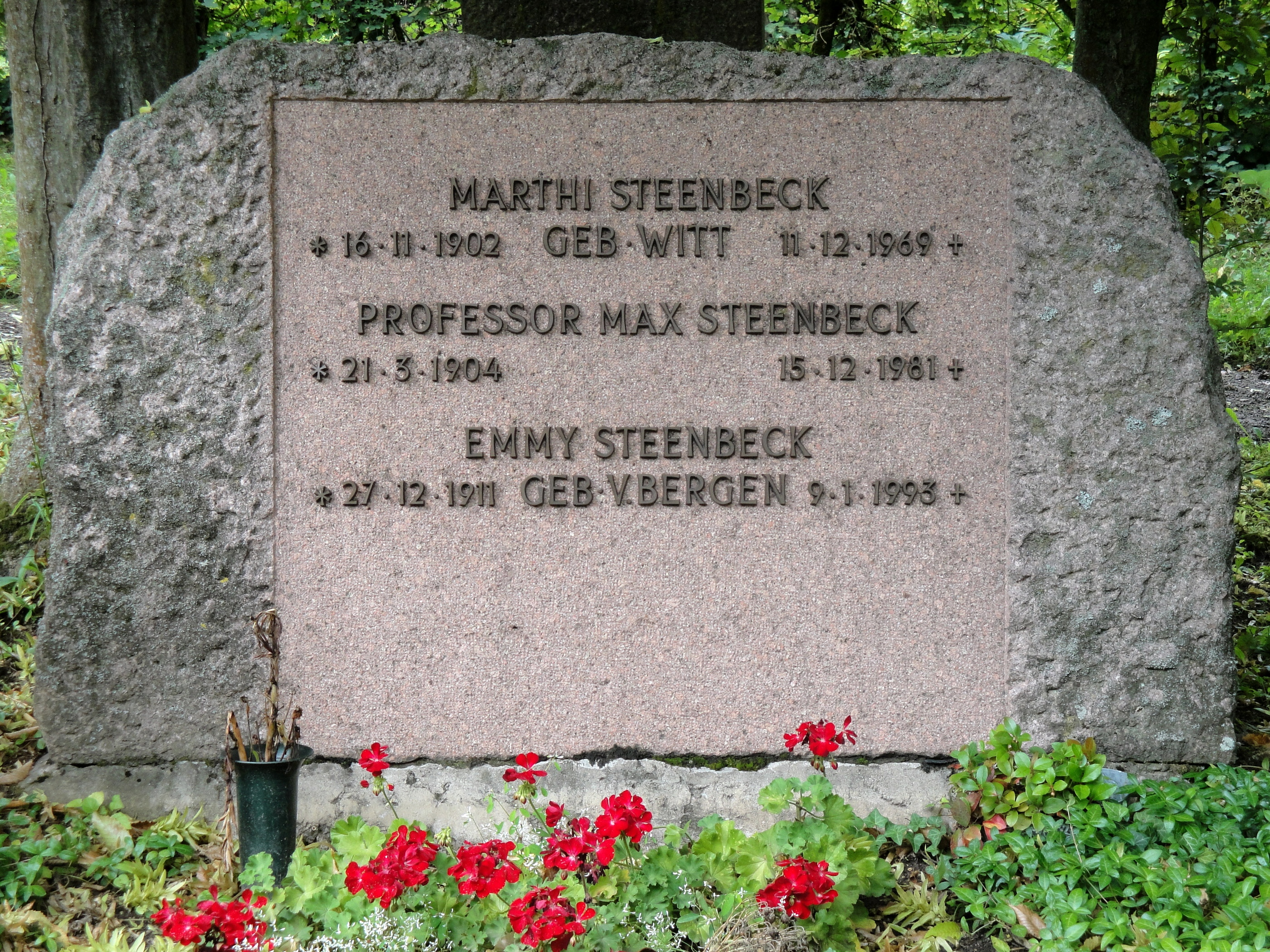
Tombe de Steenbeck à Iéna.

En 1956, Steenbeck obtient la chaire de physique des plasmas à l'université d'Iéna, et, de 1956 à 1959, occupe le poste de directeur de l'Institut des Matériaux Magnétiques à Iéna. De 1958 à 1969, il dirige l'Institut de Magnétohydrodynamique de l'Académie des sciences de la RDA, et jusqu'en 1963, le Bureau Scientifique des Réacteurs de Berlin. Il est vice-président (1962-64) puis président (1965) de l'Académie des Sciences de RDA et en 1970, président est-allemand de la Commission Européenne de Sécurité. En 1976, Steenbeck est nommé président honoraire du Conseil de la Recherche Est-allemande.
Il laisse son nom au lycée Max-Steenbeck de Cottbus.

## Œuvres
- W. Kossel and M. Steenbeck Absolute Messung des Quantenstroms im Röntgenstrahl, Zeitschrift für Physik Volume 42, Numbers 11-12, 832-834 (1927). The authors were cited as being from the Physikalisches Institut, Kiel. The article was received on 14. March 1927.
- Alfred von Engel and Max Steenbeck On the Gas-Temperature in the Positive Column of an Arc Phys. Rev.  Volume 37, Issue 11, 1554 - 1554 (1931). The authors were cited as being at Wissenschaftliche Abteilung, der Siemens-Schuckertwerke A.-G., Berlin. The article was received on 28 April 1931.
- Max Steenbeck, Probleme und Ergebnisse der Elektro- und Magnetohydrodynamik (Akademie-Verl., 1961)
- Max Steenbeck, Fritz Krause et Karl-Heinz Rädler Elektrodynamische Eigenschaften turbulenter Plasmen (Akademie-Verl., 1963)
- Max Steenbeck, Wilhelm Wien und sein Einfluss auf die Physik seiner Zeit (Akademie-Verl., 1964)
- Max Steenbeck, Die wissenschaftlich-technische Entwicklung und Folgerungen für den Lehr- und Lernprozess im System der Volksbildung der Deutschen Demokratischen Republik (VEB Verl. Volk u. Wissen, 1964)
- Max Steenbeck, Wachsen und Wirken der sozialistischen Persönlichkeit in der wissenschaftlich-technischen Revolution (Dt. Kulturbund, 1968)
- Max Steenbeck, Impulse und Wirkungen. Schritte auf meinem Lebensweg. (Verlag der Nation, 1977)